# Contea di Qianyang
La contea di Qianyang (千阳县S, Qiānyáng XiànP) è una contea della Cina, situata nella provincia dello Shaanxi e amministrata dalla prefettura di Baoji.